# Manaquiri
Manaquiri es un municipio brasileño localizado en la Región Metropolitana de Manaus, en el estado del Amazonas.
A partir de 2009, pasó a integrar la Región Metropolitana de Manaus. De acuerdo con estimativas del Instituto Brasileño de Geografía y Estadística (IBGE) en 2016, su población era de 29 327 habitantes.

## Historia
En 1849, el científico británico Alfred Russel Wallace pasó dos meses en Manaquiri, haciendo investigaciones sobre peces, insectos, aves y mamíferos, como él narra en su libro Viajes por los ríos Amazonas y Negro, traducción brasileña del original inglés A Narrative of Travells on the Amazon and Río Negro, with an Account of the Native Tribes, and Observations on the Climate, Geology, and Natural History of the Amazon Valley.
En aquel entonces, a mediados del siglo XIX, Manaquiri era sólo una pequeña hacienda del portugués Antônio José Brandão, que allí criaba animales de grande y de pequeño porte, cultivaba tabaco y caña-de-azúcar, y producía todo tipo de frutas tropicales, como guayaba, banana, naranja y muchas otras.
Él era casado con una mestiza, nieta del jefe manau Comadri, de Mariuá, habida por una hija de ese cacique con un portugués de la tropa al servicio del gobernador del Pará, Francisco Xavier de Mendonça Furtado, que fue a Mariuá a establecer la villa que sería sede de la Capitanía de Son José de la Barra del Río Negro.
El referido gobernador escogió Mariuá, cuyo nombre cambió a Barcelos, atendiendo a las determinaciones del Directorio de los Indios, propuesta de su hermano Marquês de Pombal, y aprobado en 1758. Este documento legal determinaba, entre otras providencias, el cambio de los nombres de aldeas y villas de lengua indígena para la portuguesa.
Durante el llamada Cabanagem, revolución que se inició en el Pará y se extendió hasta el alto Amazonas, los indios vecinos de Antônio José Brandão, con quienes tenían buenas relaciones, fueron alistados por los cabanos, atacaron la hacienda, asesinaron a casi todos los empleados, mataron los animales e incendiaron la casa de vivienda. Su familia no fue asesinada porque logró esconderse en la selva, durante tres días, hasta que consiguió salir para la Barra del Río Negro, como se llamaba Manaus, en aquel entonces.
Antônio José Brandão reconstruyó su hacienda, pero no rehízo su casa-grande, por disgusto.
Padre de doce hijos, él era suegro de Henrique Antony (nombre callejero en Manaus), casado con Leocádia Brandão Antony, de quién desciende toda la familia Antony, del Amazonas; y, también, de Alexandre Paulo de Brito Amorim, portugués de Arcos de Valdevez, casado con Amélia Brandão de Amorim, el cual, como Vice-Cônsul, fue el primer representante consular del gobierno portugués en Manaus, de 1854 a 1873, y uno de los fundadores de la Asociación Comercial del Amazonas.
En 1866, Alexandre Paulo de Brito Amorim constitiu la Compañía de Navegación del Alto Amazonas, que obtuvo concesión para explorar las líneas de los ríos Negro, Purus y Madera, a partir de Manaus.
En la capital amazonense, existe, en su homenaje, la Calle Alexandre Amorim. Él fue el padre de Antônio Brandão de Amorim, tupinólogo, autor del libro Leyendas en Nheengatu y en Portugués, publicado originalmente por el Instituto Histórico y Geográfico Brasileño, en 1928, y, después, en 1987, por la Asociación Comercial del Amazonas.

## Curiosidades
- Su fiesta más popular, que atrae turistas de toda la región, es celebrada de 20 de junio a 29 de junio, día de San Pedro.
- Cuando se viaja por el medio fluvial, se ven caboclos ribeirinhos viviendo en palafitas, casas construidas sobre los ríos, y transportándose en canoas.
- Los vehículos utilizados en el transporte terrestre en Manaquiri son los mototaxis.